# Christabel Carlisle
Christabel Mary Carlisle (Engeland, 1 maart 1939) is een vrouwelijke Britse auto- en rallycoureur en navigator. Ze deed onder andere mee aan het British Saloon Car Championship en het European Touring Car Championship. Ze staat bekend als een van de weinige vrouwen die in kampioenschappen in de jaren 60 heeft geracet.

## Biografie

### Jonge jaren
Christabel Mary Carlisle werd geboren op 1 maart 1939, de dochter van Kenneth Carlisle en Elizabeth Mary McLaren. Carlisle woonde destijds in The Little Boltons in South Kensington en was pianolerares zonder grote race-ambities. Haar familie kocht haar een Mini voor haar 21e verjaardag in 1960 en ze deed er voor de lol mee aan een paar rally's. Nadat ze echter met vrienden naar Brands Hatch was gegaan en beslist niet onder de indruk was, kondigde ze aan dat ze alleen nog zou gaan racen als ze zelf aan het rijden was.

### Carrière

#### Eerste races
Zo nam ze op 18 juni met haar 850 Mini (CMC 77) deel aan de NSCC-bijeenkomst (Nottingham Sports Car Club) in Silverstone. Maar voor de race nam een vriend, Tony Covill, haar mee naar een testdag op Silverstone. Met toeval trok ze de aandacht van Marcus Chambers, de wedstrijdmanager bij BMC, met haar consistentie. Hij was daar met Jack Sears om een fabrieks Healey te testen en hij zette Christabel in de auto en liet Sears haar de juiste lijnen op het circuit zien. Op 18 juni duurde haar race niet lang toen ze bij de Becketts' hairpin (het oude circuit van Silverstone) in de strobalen gleed. De week daarop had ze nog een uitje op het circuit, maar het was pas het jaar daarop dat ze besloot een heel seizoen te racen.
Nadat ze begin 1961 het vereiste aantal handtekeningen had verzameld om haar racelicentie te upgraden naar een nationale/internationale, ging ze op 8 juli naar de British Empire Trophy Meeting in Silverstone. Helaas rolde ze op de eerste oefendag bij Copse van de baan nadat ze van medeconcurrent John Whitmore had gehoord dat ze het flat out had kunnen halen. Gelukkig kwam BMC haar te hulp en repareerde de auto 's nachts. De race werd verreden onder natte omstandigheden die Christabel nog niet eerder was tegengekomen, maar toch een respectabele 6e plaats behaalde in de klasse.
Haar volgende volgende deelname was op 28 juli in Snetterton voor de Archie Scott Brown Memorial Race, waar ze in de tweede klasse reed, waarbij ze werd getikt door een wiel door Mick Clare, die haar het laatste rechte stuk had laten slipstreamen. Dit volgde ze op met een 4e plek in haar klasse op de International Redex Trophy begin augustus op Brands Hatch.

#### Lange afstands-races
Haar vierde plek leidde tot een uitnodiging om deel te nemen aan het Don Moore-team voor de 6-uursrace op Silverstone op 12 augustus. Samen met John Whitmore, John Aley, Frank Hamlin en Andrew Hedges werden ze 4e algemeen. Ze won aan het einde van de maand in Brands Hatch in de Ladies Invitation-race voordat ze weer met John Whitmore aan de slag ging, dit keer in haar eerste overzeese race, de 6 uur van de Nürburgring. Helaas kreeg de Mini na twee uur versnellingsbakproblemen wat het einde van haar race betekende. In 1962 reisde ze naar Duitsland voor de Six Hour Touring Car-race op de Nürburgring Nordschleife op 17 juni. Rijdend met Peter Galliford reden ze goed om als tweede te eindigen in de 1 liter klasse. In oktober 1962 nam ze deel aan The Motor 6 hour race op het Brands Hatch International Circuit. Ze werkte opnieuw samen met Peter Galliford, en samen reden ze naar een zesde plek overall en tweede in haar klasse achter John Aley en Denny Hulme in hun Cooper. 
Ze reisde in 1963 naar Amerika om met Denise McCluggage een MGB te rijden in de 12 uur in Sebring. Haar race eindigde vroegtijdig. Op 19 mei reed ze een Austin-Healey Sebring Sprite met Clive Baker in de 1000km van Nürburgring. Ze eindigden als 17e algemeen en tweede in haar klasse, verloren van 'Lucky' Casner en José Rosinski in een fabrieks Alpine M63 Renault.

#### Oulton Park Gold Cup
Tijdens de Oulton Park Gold Cup op 23 september domineerde John Whitmore de 1000 cc-klasse, terwijl Christabel en Vic Elford de hele race lang streden om de tweede plaats, die uiteindelijk twee ronden voor het einde door Elford werd gewonnen. Een week later was ze in Snetterton waar John Whitmore opnieuw de leiding nam, maar Christabel duwde hem naar de finish. Op Brand Hatch op 1 oktober toonde ze opnieuw haar klasse met de eerste vijf Mini's die gedurende de race van 10 ronden van plaats wisselden. Bij de finish wist Vic Elford net de overwinning te pakken, Christabel eindigde als tweede en duwde een zekere Steve McQueen naar de derde plaats. Ze sloot het jaar af met nog een klassepodium op Brands Hatch op tweede kerstdag. Voor 1962 kreeg ze van de fabriek een 997cc Mini Cooper, en hoewel ze geen deel uitmaakte van het fabrieksteam, zorgde BMC er ook voor dat Don Moore de auto met fabrieksondersteuning liet rijden.

#### Monte Carlo Rally
Ze begon 1962 in de Monte Carlo Rally, navigerend voor John Sprinzel in een Austin-Healey Sebring Sprite. Op de circuits was ze in een zeer competitief seizoen de belangrijkste competitie voor het officiële fabrieksteam. In 1963 reed ze opnieuw in de Monte Carlo Rally, dit keer als navigator voor Timo Makinen in een Austin Healy 3000. Ze eindigden 13e algemeen en 1e in haar klasse.

#### British Saloon Car Championship

##### 1961
Carlisle deed voor het eerst mee aan het British Saloon Car Championship in 1961, waar ze voor 4 races was ingeschreven. Na 2 mislukte races op Silverstone en Brands Hatch behaalde ze een derde plek op Oulton Park en een tweede plek op Snetterton.

##### 1962
In de eerste ronde van het seizoen 1962 van de BSCC, de Lombank Trophy in Snetterton op 14 april, werd de 1000 cc-klasse gewonnen door John Love met John Whitmore als tweede. Christabel strompelde als derde over de streep met een kapotte auto. De tweede ronde was de St. Mary's Trophy in Goodwood later in de maand. In de race hadden alle drie de Coopers bandenproblemen met hun nieuwe Dunlop SP-banden waardoor ze allemaal de race moesten verlaten. Don Moore had Christabel slim op wegbanden gezet die uit een auto op de parkeerplaats kwamen. Ze profiteerde optimaal van het ongeluk van het fabrieksteam en kwam als klassewinnaar thuis. In Aintree in ronde drie splitste ze de Coopers en eindigde ze als derde achter John Love en John Whitmore maar voor Tony Maggs, nadat ze hem op het achterste rechte stuk had geslipstreamed en hem aan de binnenkant had ingehaald bij de Melling Crossing.
Ze behaalde een DNF in de Bowmaker Trophy op Silverstone in mei en slaagde er opnieuw in om op 11 juni niet te finishen in de Crystal Palace Trophy. John Whitmore leidde de klasse van John Love die zwaar werd aangevallen door Carlisle. Ze passeerde Love in ronde drie, Whitmore in ronde vier en reed weg toen haar koppeling het begaf in de voorlaatste bocht en ze moest stoppen na een actievolle rit.
Tijdens de Aintree British Grand Prix Support Race op 21 juli won John Love de Mini-klasse, maar Christabel deelde opnieuw de fabrieksauto's, dit keer eindigde hij als tweede voor John Whitmore. Tijdens de race zette ze een even snelle ronde met John Love neer. Bij de Molyslip Trophy op Brands Hatch begin augustus had ze het geluk een incident in de eerste ronde te overleven toen ze werd aangereden door Nicky Byrne in zijn Mercedes 220 SEb op weg naar beneden van Paddock Hill. In zeer natte omstandigheden begon ze de verloren tijd in te halen. Vanaf de twintigste plaats in de tweede ronde was ze in ronde 11 gestegen naar de achtste algemeen en had ze contact met Bill Blydenstein in zijn Cooper, die tweede werd in de klasse achter John Love. Blydenstein moest hard werken om Christabel achter zich te houden en zette daarbij een aantal snelste ronden neer. Uiteindelijk moest ze genoegen nemen met een derde plek in haar klasse.
Tijdens de Gold Cup Meeting in Oulton Park in september leidde John Love de klasse met Christabel op de hielen, maar ze stopte al snel met een nieuwe koppelingsfout.
Ze sloot het jaar af met een uitnodigingsrace voor Morris 1100's op Snetterton. In een veld met Graham Hill, Jack Brabham, John Surtees, Jim Clark, Roy Salvadori, Trevor Taylor, Mike Parkes, Tony Maggs, John Whitmore, Alan Hutcheson en Don Morley eindigde Christabel als 5e.

##### 1963
Ze deed opnieuw mee aan het BSCC-kampioenschap in 1963. De derde ronde van het BSCC-seizoen was de St. Mary's Trophy in Goodwood op 15 april. Opnieuw leidde John Whitmore de Mini-Coopers weg. In ronde vijf werd hij echter gepasseerd door Cooper van John Fenning, die vervolgens een paar ronden aan de leiding ging totdat Whitmore de leiding hernam. Christabel was hard aan het jagen en lag elfde algemeen en derde in haar klasse aan het begin van de laatste ronde. Fenning slaagde erin Whitmore voor te komen bij Woodcote, maar toen de twee auto's door de chicane gingen, raakte Fenning het metselwerk en draaide in de rondte. Tegen de tijd dat hij hersteld was en over de streep kwam, was Christabel tweede geworden. Na een teleurstellende race op de Aintree 200 Meeting kreeg ze een ongeluk in de openingsronde van de International Trophy Meeting op Silverstone op 11 mei, toen Peter Harper's Sunbeam Rapier op de achterkant werd geduwd bij Becketts. Hij kwam opzij, rolde en werd aangetikt door Christabel's Cooper die bovenop de Rapier tot stilstand kwam.
In ronde 6 van de BSCC in Crystal Palace begin juni, leidde John Whitmore van start tot finish gevolgd door Paddy Hopkirk en John Rhodes, maar de werken slaagden er opnieuw niet in om er een 1-2-3 van te maken, aangezien Christabel erin slaagde om in de laatste ronde voorbij Rhodes te komen om als 3e te eindigen.
De laatste ronde van de BSCC was op 20 juli op Silverstone als voorproefje van de Britse Grand Prix. Paddy Hopkirk, John Whitmore en Christabel namen om de beurt de leiding, maar uiteindelijk viel Christabel terug en eindigde als derde in de klasse.

#### European Touring Car Challenge
Ze nam deel aan de 6 uur van de Nürburgring op 16 juni, de eerste ronde van het nieuwe European Touring Car Challenge-kampioenschap, met haar oom, Chris McLaren, en behaalde een klasseoverwinning. En hoewel ze als tweede eindigden achter de Alfa Giulia met grotere motor van Fernand Masoero, wonnen ze de klasse omdat Masoero niet meedeed aan de Challenge. De tweede ronde van de ETCC was een heuvelklim op de Mont Ventoux in Frankrijk. Masoero, die nu wel aan de Challenge meedeed, pakte de klasseoverwinning met Christabel als tweede, slechts acht seconden achter de 1300cc Alfa Romeo Giulietta TI. De derde ronde vond plaats op 6 juli op Brands Hatch. Christabel werkte samen met Denise McLuggage voor The Motor 6 hour race. John Whitmore en Paddy Hopkirk wonnen de klasse met John Rhodes en de Nederlander Rob Slotemaker als tweede. Christabel en Denise werden derde en wonnen de Ladies prize.
De ETCC verhuisde vervolgens op 13 juli naar Mallory Park voor de 3 uur durende motorrace. Christabel verloor alleen een wiel, wat haar race eindigde. Diezelfde dag reed ze ook in de Molyslip Trophy, een van de supportraces. De race werd gedomineerd door de fabriek Coopers, ondanks de inspanningen van Christabel. Paddy Hopkirk won uiteindelijk van Tim Mayer met Christabel zo'n 6 seconden erachter.

#### Ongeluk
Ze deed in 1963 mee aan een GT-supportrace met een Austin Healey Sprite. Ze haalde de finish in Woodcote niet in een spannende race met twee andere auto's, omdat ze spinde waardoor ze de pitmuur raakte net toen een marshal ervoor liep met zijn rug naar de tegemoetkomende auto's. Tragisch genoeg liep de marshal, Harry Cree, fatale verwondingen op. Christabel liep een hersenschudding op en herinnert zich niets van de crash tot ze wakker werd in een medische faciliteit. Geheel vrijgesproken van elke schuld was het haar nog steeds te veel en ze heeft sinds dien nooit meer geracet.

### Privé
In januari 1965 trouwde ze met Sir James Andrew Watson, 5de baronet, en werd Lady Watson. Samen met Watson heeft ze 3 kinderen, Olivia, Alexander en Ronald.
Op haar vijftigste verjaardag beklom Lady Christabel Watson de berg Gondogora in de Himalaya en vierde ze haar 60ste verjaardag door van het ene uiteinde van het Verenigd Koninkrijk naar het andere te lopen. Ter gelegenheid van haar 65e verjaardag liep ze van zuid naar noord door Spanje en om haar 70e verjaardag dit jaar te vieren, liep ze van Zuid-Frankrijk naar het noorden.

## Carrière-overzicht

### British Saloon Car Championship-resultaten
| Jaar | Team      | Auto               | Klasse | 1     | 2     | 3     | 4       | 5       | 6     | 7     | 8       | 9     | 10  | 11  | DC | Pts | Klasse |
| ---- | --------- | ------------------ | ------ | ----- | ----- | ----- | ------- | ------- | ----- | ----- | ------- | ----- | --- | --- | -- | --- | ------ |
| 1961 | -         | Austin Mini Seven  | A      | SNE   | GOO   | AIN   | SIL     | CRY     | SIL 6 | BRH 5 | OUL 3   | SNE 2 |     |     | NC | 10  | NC     |
| 1962 | Don Moore | Austin Mini Cooper | A      | SNE 3 | GOO 1 | AIN 3 | SIL DNF | CRY DNF | AIN 2 | BRH 3 | OUL DNF |       |     |     | 10 | 26  | 3      |
| 1963 | Don Moore | Austin Mini Cooper | A      | SNE 2 | OUL 2 | GOO 2 | AIN 6   | SIL DNF | CRY 3 | SIL 3 | BRH     | BRH   | OUL | SIL | 7  | 28  | 3      |

### Monte Carlo Rally-resulaten
| Jaar | Coureurs                          | Chassis                | Motor   | Klasse    | POS | 3/1 POS | Paris POS |
| ---- | --------------------------------- | ---------------------- | ------- | --------- | --- | ------- | --------- |
| 1962 | Christabel Carlisle Timo Mäkinen  | Austin-Healey Sprite   | PMO 200 | 3/1 Paris | 94  | 4       | 26        |
| 1963 | Christabel Carlisle John Sprinzel | Austin-Healey 3000 MK1 | 77 ARX  | 3/5 Paris | 13  | 1       | 4         |

### European Touring Car Challenge-resultaten
| Jaar | Coureurs                                            | Team      | Auto                 | Klasse | 1     | 2     | 3     | 4       | 5   | 6   | 7   | 8   | DC | Pts | Klasse |
| ---- | --------------------------------------------------- | --------- | -------------------- | ------ | ----- | ----- | ----- | ------- | --- | --- | --- | --- | -- | --- | ------ |
| 1963 | Christabel Carlisle Chris McLaren Denise McCluggage | Don Moore | Morris Mini Cooper S | 5      | NÜR 1 | VEN 2 | BRH 3 | MAL DNF | ZOL | ZAN | TIM | BUD | NC | -   | NC     |